# Éder Machado
Éder Machado Carvalho (Alegrete, 24 de agosto de 1982 - Santa Cruz do Sul, 14 de julio de 2014) fue un futbolista brasileño que jugaba en la demarcación de delantero.

## Biografía
Debutó como futbolista con el AE Sapiranga en 2003. También jugó en el EC Pelotas, SER Caxias do Sul, ADAP, Grêmio Esportivo Sapucaiense, Porto Alegre FCy en el EC Ypiranga antes de viajar a Portugal para jugar en el União da Madeira y en el Leixões SC. Tras volver a Brasil jugó en el Macaé Esporte FC, EC Avenida, y tras un breve paso por el Al-Mesaimeer SC catarí, jugó en el Santo Ângelo, Grêmio Esportivo Brasil y finalmente para el FC Santa Cruz, último club donde jugó.
Falleció el 14 de julio de 2014 en Santa Cruz do Sul a los 31 años tras sufrir un accidente de tráfico.

## Clubes
| Club                         | País     | Año         |
| ---------------------------- | -------- | ----------- |
| AE Sapiranga                 | Brasil   | 2003        |
| EC Pelotas                   | Brasil   | 2003 - 2004 |
| SER Caxias do Sul            | Brasil   | 2005        |
| ADAP                         | Brasil   | 2005 - 2006 |
| Grêmio Esportivo Sapucaiense | Brasil   | 2006        |
| Porto Alegre FC              | Brasil   | 2006 - 2007 |
| EC Ypiranga                  | Brasil   | 2007 - 2008 |
| União da Madeira             | Portugal | 2008 - 2010 |
| Leixões SC                   | Portugal | 2010 - 2011 |
| Macaé Esporte FC             | Brasil   | 2011        |
| EC Avenida                   | Brasil   | 2011 - 2012 |
| Al-Mesaimeer SC              | Catar    | 2012        |
| Santo Ângelo                 | Brasil   | 2012 - 2013 |
| Grêmio Esportivo Brasil      | Brasil   | 2013 - 2014 |
| FC Santa Cruz                | Brasil   | 2014        |